# 中西智佐乃
中西 智佐乃（なかにし ちさの、1985年 - ）は、日本の小説家。大阪府生まれ。同志社大学文学部卒業。

## 経歴
就職後、大阪文学学校に通いながら創作を続ける。2019年、「尾を喰う蛇」で第51回新潮新人賞を受賞してデビュー。2023年、初の単行本となる『狭間の者たちへ』が刊行される。2025年、「橘の家」で第38回三島由紀夫賞受賞。

## 作品リスト

### 単行本
- 『狭間の者たちへ』（2023年6月 新潮社）
  - 狭間の者たちへ - 『新潮』2023年2月号
  - 尾を喰う蛇 - 『新潮』2019年11月号
- 『長くなった夜を、』（2025年4月 集英社）
  - 初出:『すばる』2024年9月号
- 『橘の家』（2025年6月 新潮社）
  - 初出:『新潮』2025年3月号

### 単行本未収録作品

#### 小説
- 「祈りの痕」 - 『新潮』2021年8月号

#### エッセイ・書評
- 「静かな戦い」 - 『すばる』2020年2月号
- 「〈言葉〉の弱さ」（田中慎弥『地に這うものの記録』書評） - 『新潮』2020年7月号
- 「図書館求めて三千里」 - 『群像』2020年8月号
- 「川岸で見る夢」（石井遊佳『象牛』書評） - 『新潮』2020年12月号
- 「「膨張」する二つの「物語」」（吉田修一『湖の女たち』書評） - 『新潮』2021年3月号
- 「二年七か月」 - 『小説トリッパー』2021年冬季号
- 「あらがっているかと彼女らは問う」（桐野夏生『真珠とダイヤモンド』書評） - 『新潮』2023年5月号
- 「いい子の役を降りる時」（高瀬隼子『いい子のあくび 』書評） - 『文學界』2023年9月号
- 「加害者の配役名は「われわれ」」（町屋良平『生きる演技』書評） - 『新潮』2024年6月号
- 「悪いくせ お気楽なくせ」 - 『新潮』2025年7月号